# Карбонатна кислота
Карбона́тна кислота́, також ву́гільна, вуглецева кислота́ (вуглекислота)  — слабка двоосновна кислота з хімічною формулою H2CO3. У чистому вигляді нестійка. Утворюється в малих кількостях при розчиненні вуглекислого газу у воді, в тому числі і вуглекислого газу з повітря. Утворює ряд стійких неорганічних та органічних похідних: солі (карбонати та гідрокарбонати), естери, аміди та ін

## Фізичні властивості
Молекула вугільної кислоти має плоску будову. Центральний вуглецевий атом має sp²-гібридизацію. У гідрокарбонат- карбонат-аніонів відбувається делокалізація π-зв'язку. Довжина зв'язку C—O в карбонат-іоні становить 129 пм.

## Хімічні властивості

### Рівновага у водних розчинах та кислотність
Вугільна кислота існує у водних розчинах в стані рівноваги з гідратом діоксиду вуглецю:
{\displaystyle \ \mathrm {CO_{2}\ \cdot H_{2}O_{(p)}\ \rightleftarrows H_{2}CO_{3(p)}} }, константа рівноваги при 25 °C {\displaystyle K_{p}=\ {\frac {\ \mathrm {[H_{2}CO_{3}]} }{\ \mathrm {[CO_{2}\ \cdot H_{2}O]} }}=1,70\ \cdot 10^{-3}}
Швидкість прямої реакції 0,039 с−1, зворотної — 23 с−1.
У свою чергу розчинений гідрат діоксиду вуглецю знаходиться в рівновазі з газоподібним діоксидом вуглецю:
{\displaystyle \ \mathrm {CO_{2}\ \cdot H_{2}O_{(p)}\ \rightleftarrows CO_{2}\ \uparrow +\ \ H_{2}O} } ]
Дана рівновагу при підвищенні температури зсувається вправо, а при підвищенні тиску — вліво (докладніше див. Абсорбція газів).
Вугільна кислота піддається оборотньому гідролізу, створюючи при цьому кисле середовище:
{\displaystyle \ \mathrm {H_{2}CO_{3}+\ \ H_{2}O\ \rightleftarrows HCO_{3}^{-}+\ \ H_{3}O^{+}} }, константа кислотної дисоціації при 25 °C {\displaystyle K_{a1}=\ {\frac {\ \mathrm {[HCO_{3}^{-}]\ \cdot [H_{3}O^{+}]} }{\ \mathrm {[H_{2}CO_{3}]} }}=2,5\ \cdot 10^{-4}}
Однак, для практичних розрахунків частіше використовують уявну константу кислотності, що враховує рівновагу вугільної кислоти з гідратом діоксиду вуглецю:
{\displaystyle K_{a}'=\ {\frac {\ \mathrm {[HCO_{3}^{-}]\ \cdot [H_{3}O^{+}]} }{\ \mathrm {[CO_{2}\ \cdot H_{2}O]} }}=4,27\ \cdot 10^{-7}}
гідрокарбонат-іон піддається подальшому гідролізу по реакції
{\displaystyle \ \mathrm {HCO_{3}^{-}+\ \ H_{2}O\ \rightleftarrows CO_{3}^{2-}+\ \ H_{3}O^{+}} }, константа кислотності при 25 °C {\displaystyle K_{a2}=\ {\frac {\ \mathrm {[CO_{3}^{2-}]\ \cdot [H_{3}O^{+}]} }{\ \mathrm {[HCO_{3}^{-}]} }}=4,68\ \cdot 10^{-11}}
Таким чином, в розчинах, що містять вугільну кислоту, створюється складна рівноважна система, яку можна зобразити у загальному вигляді таким чином:
{\displaystyle \ \mathrm {CO_{2}\ \uparrow \ {\stackrel {H_{2}O}{\ \rightleftarrows }}CO_{2}\ \cdot H_{2}O\ \rightleftarrows H_{2}CO_{3}\ {\stackrel {-H^{+}}{\ \rightleftarrows }}HCO_{3}^{-}\ {\stackrel {-H^{+}}{\ \rightleftarrows }}CO_{3}^{2-}(*)} }
Значення pH в такій системі, яке відповідає насиченому розчину діоксиду вуглецю в воді при 25 °C і тиску 760 мм рт. ст., можна розрахувати по формулі:
{\displaystyle \mathrm {pH} \approx -{\frac {1}{2}}\lg(K_{a}'\cdot L)=3,9}, где L = 0,034 моль/л — розчинність CO2 в воді при вказаних умовах.

### Розкладання
При збовтуванні, підвищенні температури розчину і/або пониженні парціального тиску діоксиду вуглецю рівновагу в системі {\displaystyle \ \mathrm {(\ \ast )} } зміщується вліво, що призводить до розкладання частини вугільної кислоти на воду і діоксид вуглецю. При кипінні розчину вугільна кислота розкладається повністю:
{\displaystyle \ \mathrm {H_{2}CO_{3}\ \longrightarrow H_{2}O+\ \ CO_{2}\ \uparrow } }

### Взаємодія з основами та солями
Вугільна кислота вступає в реакції нейтралізації з розчинами основ, утворюючи середні та кислі солі (хімія) — карбонати та гідрокарбонати відповідно:
{\displaystyle \ \mathrm {H_{2}CO_{3}+2\ \ NaOH} } (конц.) {\displaystyle \ \mathrm {\ \longrightarrow Na_{2}CO_{3}+2\ \ H_{2}O} } ]
{\displaystyle \ \mathrm {H_{2}CO_{3}+\ \ NaOH} } (розч.) {\displaystyle \ \mathrm {\ \longrightarrow NaHCO_{3}+\ \ H_{2}O} } ]
{\displaystyle \ \mathrm {H_{2}CO_{3}+\ \ Ca(OH)_{2}\ \longrightarrow CaCO_{3}\ \downarrow +2\ \ H_{2}O} } ]
{\displaystyle \ \mathrm {H_{2}CO_{3}+\ \ NH_{3}\ \cdot H_{2}O\ \longrightarrow NH_{4}HCO_{3}+\ \ H_{2}O} } ]
При взаємодії вугільної кислоти з карбонатами утворюються гідрокарбонати:
{\displaystyle \ \mathrm {H_{2}CO_{3}+\ \ Na_{2}CO_{3}\ \longrightarrow 2\ \ NaHCO_{3}} }
{\displaystyle \ \mathrm {H_{2}CO_{3}+\ \ CaCO_{3}\ \longrightarrow Ca(HCO_{3})_{2}} }

## Отримання
Вугільна кислота утворюється при розчиненні у воді діоксиду вуглецю:
{\displaystyle \ \mathrm {CO_{2}+H_{2}O\ \rightleftarrows CO_{2}\ \cdot H_{2}O\ \rightleftarrows H_{2}CO_{3}} }
Вміст вугільної кислоти в розчині збільшується при зниженні температури розчину та збільшенні тиску вуглекислого газу.
Також вугільна кислота утворюється при взаємодії її солей (карбонатів та гідрокарбонатів) з більш сильною кислотою. При цьому велика частина утворилася вугільної кислоти, як правило, розкладається на воду і діоксид вуглецю: 
{\displaystyle \ \mathrm {Na_{2}CO_{3}+2\ \ HCl\ \longrightarrow 2\ \ NaCl+\ \ H_{2}CO_{3}} }
{\displaystyle \ \mathrm {H_{2}CO_{3}\ \longrightarrow H_{2}O+\ \ CO_{2}\ \uparrow } }

## Застосування
Вугільна кислота завжди присутня у водних розчинах вуглекислого газу (див. Газована вода).
В біохімії використовується властивість рівноважної системи змінювати тиск газу пропорційно зміні змісту іонів оксонію (кислотності) при постійній температурі. Це дозволяє реєструвати в реальному часі хід ферментативних реакцій, що протікають із зміною pH розчину.

## Органічні похідні
Вугільну кислоту формально можна розглядати як карбонову кислоту з гідроксильною групою замість вуглеводневої залишку. У цій якості вона може утворювати всі похідні, характерні для карбонових кислот.
Деякі представники подібних сполук перераховані в таблиці. 
| Клас сполук    | Приклад сполук        |
| -------------- | --------------------- |
| Естери         | полікарбонат          |
| Хлороангідриди | фосген                |
| Аміди          | сечовина              |
| Нітрили        | ціанові кислоти       |
| Ангідриди      | піровуглецева кислота |